# Neudorf (Zwitserland)
Neudorf is een plaats in het Zwitserse kanton Luzern en telt 1036 inwoners.

## Geschiedenis
Pfeffikon was een zelfstandige gemeente in het toenmalige district Sursee tot het in 2013 opging in de gemeente Beromünster.

## Geboren
- Emilie Dormann (1872-1950), verpleegster en geestelijke
- André Bucher (1976-), middellangeafstandsloper